# Сливиньский, Ежи
Ежи Любомир Сливиньский (пол. Jerzy Lubomir Śliwiński, 25 мая 1908, Лодзь, Петроковская губерния — 25 января 1969, Варшава) — польский актёр театра и кино, театральный режиссёр.

## Биография
В 1929 году сдал заочный актёрский экзамен Ассоциации польских артистов сцены. Дебютировал в сезоне 1929/1930 на сцене Муниципального театра в Плоцке. Затем он играл в Ченстохове, Лодзи (Городские театры, 1932-1933), Львове (Городской театр, 1933-1937) и Варшаве (Национальный театр, Новый театр, 1937-1939). До 1939 года он использовал сценическое имя Любомир.
После начала Второй мировой войны оказался в Гродно, где до 1941 года выступал в Государственном польском театре БССР. После оккупации города немцами переехал в Варшаву, где играл и руководил в открыто действующих театрах: «Комедия», «Богема», «Миниатюра» и «Яр». За этот профессиональный эпизод Ассоциация польских артистов сцены после войны наказала его штрафом и 6 месяцами анонимных выступлений («под тремя звёздами»). После войны выступал в Катовицах (Театр Станислава Выспянского, 1945), Белостоке (Городской театр), Щецине (Польский театр, Театр музыкальной комедии, 1946-1947), Познани (Новый театр, 1947) и Кракове (Общий театр, 1947). В 1947-1957 годах выступал в Варшаве, на сцене следующих театров: Классический, Новый (1948-1949), Национальный (1949-1951) и Атенеум (1952-1957). Он также иногда играл в Познанском театре музыкальной комедии. После 1957 года он прекратил играть, став эпизодическим режиссёром (включая пьесу 1960 года «Привет, Ромео» в театре Сирена). Он также сотрудничал с Домом Сцены Войска Польского. Он также появился в четырёх передачах Театра Польского радио (1950-1963) и в одной телепередаче (1960).
Он был женат на суфлёре Евгении. Похоронен на Брудновском кладбище в восточной части Варшавы (участок 58I-III-8).

## Фильмография
- Ложь Кристины[пол.] (1939) — Янек Марлецкий
- Дом в глуши[пол.] (1949) — Губерт
- Нефть[пол.] (1961) — управляющий шахтой